# Превер, Жак
Жак Преве́р (фр. Jacques Prévert; 4 февраля 1900, Нёйи-сюр-Сен — 11 апреля 1977, Омонвиль-ла-Петит, Манш) — французский поэт и кинодраматург.

## Биография
Жак Превер родился в ближнем предместье Парижа, в Нёйи-сюр-Сен, в буржуазно-аристократической семье. В 15 лет, получив первый аттестат зрелости, Жак оставил наскучившую ему школу, предпочтя парижские бульвары, бистро, праздную толпу и богему как среду своего обитания. Эпоха была насыщена бурными событиями, и Превер ими жил, в них участвовал. Сразу же после Первой мировой войны настроениями и умами интеллигенции завладело течение сюрреалистов, и Превер был с ними, с провозгласившим сюрреализм Аполлинером. Последовали дружба с Пикассо, Танги, Дали, Эрнстом, Магриттом. В ту же пору он сблизился с коммунистами, входил в театральную группу эстрадных агитаторов Французской коммунистической партии «Октябрь», писал для неё много едких, обличающих капитализм памфлетов, сценариев и стихов.

### Поездка в СССР
Группа «Октябрь» имела большой успех в стране и вместе с Превером в 1933 году была приглашена в Советский Союз, где её выступления прошли при переполненных аудиториях. Перед возвращением во Францию участникам было предложено подписать восторженное обращение со словами благодарности Сталину. Превер, несмотря на уговоры, отказался от этого наотрез. Авторитет его был настолько велик, что вся труппа, в которой были только члены французской компартии, последовала его примеру.
Активно сотрудничая с левыми, с Луи Арагоном, возглавлявшим отдел культуры ЦК ФКП, Превер и здесь выдерживал дистанцию, вёл себя независимо и в партии не состоял. На приглашения отвечал каламбуром: «Я, конечно, мог бы вступить в Коммунистическую партию, но ведь вы меня тут же упрячете в ячейку!» (По-французски «ячейка» и «тюремная камера» — омонимы). Политикой не занимался, оставаясь антимилитаристом, антиклерикалом, ненавистником буржуазии, обывательщины и любой казёнщины. Сальвадор Дали подметил: «Жак воюет с ненавистным ему злом не бомбами, а петардами».
Чтобы не попасть на военную службу, притворялся сумасшедшим. Одевался безукоризненно опрятно, но на свой манер, с артистичной небрежностью, с неизменной сигаретой или трубкой; был ловеласом, имел успех у женщин, причём у известных актрис, кинозвёзд. Расставаясь со своей пассией, оставался с ней в прекрасных дружеских отношениях.

### Сценарист
Превер писал киносценарии и тексты к песням. Фильмы по его сценариям ставились знаменитыми режиссёрами (такими, как Марсель Карне, Поль Гримо и Жан Ренуар), с участием знаменитых актёров: «Набережная туманов», «Странная драма», «Вечерние посетители», «День начинается», «Женни», «Ночные двери», «Дело в шляпе».
Особенность сценариев Превера, подкупавшая постановщиков и актёров, заключается в пропорционально умеренном сочетании возвышенной поэзии и реализма. Вершиной такого сочетания признан фильм по его сценарию «Дети райка», который жюри из 600 специалистов признало лучшим кинематографическим произведением века и решением ЮНЕСКО в числе ещё трёх лент объявлен мировым достоянием культуры. Актриса Арлетти, снимавшаяся в главной роли, назвала Превера «великим поэтом экрана».

### Автор-песенник
Не меньшую славу обрёл Превер и как автор песен — с 1928 по 1972 годы сделано 175 записей вокальных исполнений на его стихи. Все звезды эстрады имели в своём репертуаре песни на слова Превера — Катрин Соваж, Ив Монтан, Жюльетт Греко, Марлен Дитрих, Симона Синьоре, Тино Росси, Серж Генсбур. Коронным исполнением в программе Эдит Пиаф были преверовские «Опавшие листья»… В 1954 году за те же «Опавшие листья» Ив Монтан награждается «Золотым диском» — по случаю продажи миллионного экземпляра этой пластинки в его исполнении. Но Роже Вильям побивает рекорд — его запись расходится в двух миллионах…

### Поэт
Первый свой поэтический сборник «Слова» Превер издал, будучи маститым литератором, в 1946 году. Ныне эта широко известная книжечка в 250 страниц издана таким тиражом, о котором не может мечтать ни один поэт — три миллиона экземпляров! В сборник вошло то, что Превер писал для себя, сочинял в разное время, не помышляя о публикации. Это хаотичная, бессистемная мозаика впечатлений, размышлений, наблюдений. В послевоенной Франции «Слова» прозвучали как задушевное откровение человека, влюблённого в жизнь. Книга наделала много шума и шла нарасхват.

## Критика поэтического творчества
Феномен Превера до сих пор всесторонне исследуется, изучается: как ему удалось взять такой мощный аккорд, что резонанс прозвучал по всей стране и не смолкает по сей день? Принимали его поэзию отнюдь не все и беспощадно-разгромных статей в прессе было не меньше, чем хвалебных. Если Сартр восхищался «смелым реформатором стиха» и «анархистом-мечтателем», то Камю называл его не иначе, как «лирическим клоуном, возомнившим себя Гойей».
Превер при неоднозначности отношения к нему был дерзким реформатором свободного стиха — без рифмы, но с определённым внутренним ритмом и музыкальностью строф. Нет в его стихах и знаков препинания. Превер говорил: «Я вываливаю груду слов о том, о чём хочу сказать, не собираясь никому навязывать, как их следует читать, произносить. Пусть каждый делает это, как он хочет — по своему настроению, со своей интонацией».

## Сценарии к фильмам
- Преступление господина Ланжа („Le Crime de monsieur Lange“, 1936)
- Странная драма („Drôle de drame“, 1937)
- Набережная туманов („Le Quai des brumes“, 1938)
- Исчезнувшие из Сент-Ажиля („Les Disparus de Saint-Agil“, 1938)
- День начинается („Le Jour se lève“, 1939)
- Буксиры (1941)
- Летний свет (1942)
- Вечерние посетители (1942)
- Дети райка („Les Enfants du paradis“, 1945, номинация на Оскар за лучший сценарий)
- Собор Парижской Богоматери („Notre Dame de Paris“, 1956)
- Маленький солдат (1948)
- Король и птица (1980)

## Публикации на русском языке
- Стихи. — Пер. М. Кудинова. — М.: Изд. иностранной литературы, 1960. — 88 с.
- Избранная лирика. — [Состав., предислов. и перевод М. Кудинова; Худож. Б. Алимов; В оформлении обложки использован рисунок А. Гофмейстера] — М.: Молодая гвардия, 1967. — 48 с.; 50 000 экз. (Избранная зарубежная лирика)
- Избранные стихи. Пер. М. Кудинова. — М.: Прогресс, 1967. — 176 с.
- Дети райка: Киносценарии. — Состав. и автор вступит. статьи Л. Г. Дуларидзе. — М.: Искусство, 1986. — 320 с., ил., портр., в пер.; 30 000 экз.
- Песня для вас. Л.: Детская литература, 1988 (Поэтическая библиотечка школьника). 192 с., 100 000 экз. ISBN 5-08-000051-1
- Жак Превер Поэзия М. Книжная палата 1989
- Стихи// Versии Французская  поэзия в переводах Натальи Стрижевской—М Дом-музей Марины Цветаевой 2008 с.457-468
- Стихи // Поэзия французского сюрреализма. Санкт-Петербург: Амфора, 2003. С. 251—266, 430—432
- Жак Превер // Стихи французских поэтов для детей. М., Самокат, 2006. С. 9-22
- Стихотворения (двуязычное издание). М., Текст, 2009.
- Зрелище. Пьесы и стихотворения. М., Текст, 2000.